# Ацилии

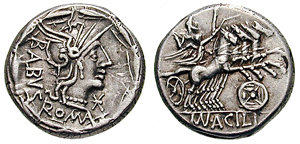
Монеты чеканившиеся с изображением Ацилиев и Бальбов

Аци́лии (лат. Acilii, gens Acilia) — древнеримский плебейский род, который следует различать с родом Атилиев. Большинство Ацилиев носило преномен «Маний». Известны ветви Авиол, Бальбов и Глабрионов.

## Известные представители
- Гай Ацилий Глабрион — квестор и народный трибун на рубеже III и II вв. до н. э., первый известный представитель рода
- Маний Ацилий — римский политик и сенатор конца III века до н. э.
- Маний Ацилий Глабрион (консул 191 года до н. э.)
- Маний Ацилий Глабрион (консул 154 года до н. э.)
- Маний Ацилий Бальб (консул 150 года до н. э.)
- Маний Ацилий Глабрион (трибун) — народный трибун около 122 до н. э.
- Маний Ацилий Бальб (консул 114 года до н. э.)
- Маний Ацилий Глабрион (консул 67 года до н. э.)
- Маний Ацилий Глабрион (наместник Ахайи) (середина I века до н. э.)
- Ацилий (поэт) — трагический поэт, отрывки из чьей «Электры» пели на похоронах Гая Юлия Цезаря[1]
- Марк Ацилий Глабрион (консул 33 года до н. э.)
- Маний Ацилий Авиола (консул 54 года)
- Луций Ацилий Страбон — консул 80 года
- Маний Ацилий Глабрион (консул 91 года)
- Луций Ацилий Руф — консул 107 года
- Маний Ацилий Авиола (консул 122 года)
- Маний Ацилий Глабрион (консул 124 года)
- Маний Ацилий Глабрион (консул 152 года)
- Маний Ацилий Глабрион (консул 186 года)
- Маний Ацилий Фаустин — консул 210 года
- Маний Ацилий Авиола (консул 239 года)
- Марк Ацилий Глабрион (консул 256 года)